# Mercedes-Benz Actros

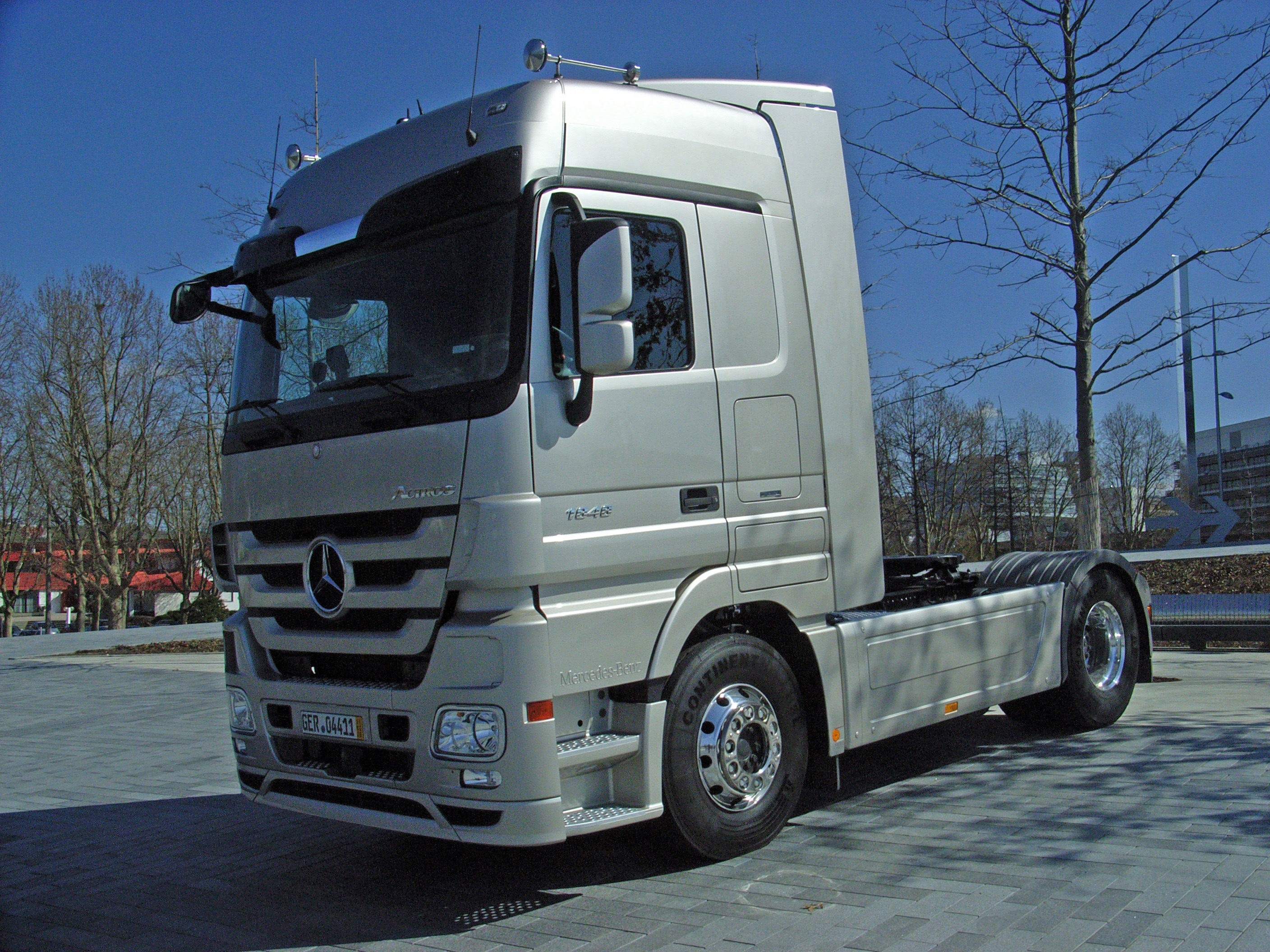
Mercedes-Benz Actros MP1

De Mercedes-Benz Actros is een vrachtwagentype van het Duitse merk Mercedes-Benz.
De Actros is het zwaarste type van Mercedes-Benz en richt zich vooral op het langeafstandtransport en het exceptioneel transport. Gedurende de derde generatie Actros (2007 tot 1 juli 2011) was het met 700.000 trucks de best verkochte van Europa.
De vrachtwagen is gebouwd in vijf generaties, die alle de titel Truck van het jaar kregen.

## MP1
In 1996 werd de eerste generatie Actros gepresenteerd. Het was de opvolger van de Mercedes-Benz SK, een vrachtwagen die in de basis uit 1973 stamde en daarmee op meerdere gebieden als ouderwets gold. De Actros werd in 1997 gekuurd tot Truck van het Jaar

## MP2

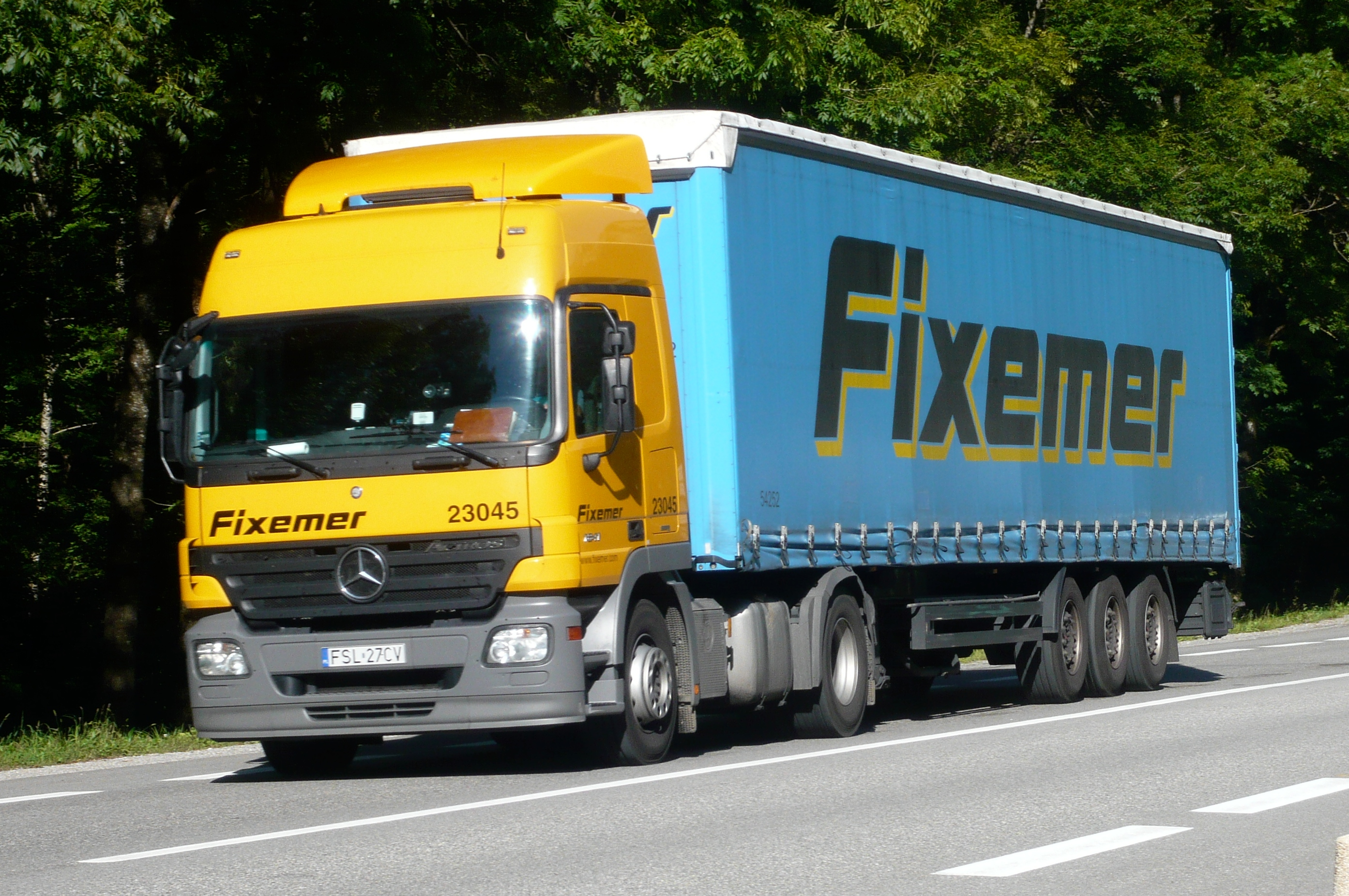
Mercedes-Benz Actros MP2

De Actros van de tweede generatie verscheen in 2003. Het was een ingrijpend gewijzigd model, waarbij vooral de cabine luxer werd uitgevoerd. In 2004 verkreeg ook deze de titel Truck van het Jaar.

## MP3
In 2008 verscheen de volgende facelift, die intern  MP3 (Modellproject 3) genoemd werd. Daardoor werden retro-actief ook de voorgaande generatie voorzien van de naam MP, hoewel dat tot op dat moment nog niemand deed. In 2009 kon ook deze generatie Actros de titel Truck van het Jaar winnen.

## MP4
Op 21 juni 2011 werd nieuwe versie van de Actros onthuld in Brussel. Het was de eerste keer dat deze niet onthuld werd in de thuisstad van Mercedes.
Er zijn onder andere nieuwe cabinevarianten in twee breedten: ClassicSpace 2.3, StreamSpace MT 2.3, SuperStreamSpace 2.5, BigSpace 2.5 en GigaSpace 2.5. De GigaSpace heeft een stahoogte van 2,13 meter en heeft zoals de andere 2,5 meter brede cabines een vlakke vloer. De Actros is ontworpen door een Nederlander, Bertrand Janssen die bij de klantenintroductie op vliegveld Valkenburg vertelde wat de uitgangspunten waren bij het ontwerpen van de nieuwe truck. Niet alleen het ontwerp is Nederlands, ook de bedden zijn een Nederlands product. Deze worden gefabriceerd bij het bedrijf BERCO in Schijndel, welke ook bedden levert aan onder andere DAF en Scania.
In de nieuwe Actros monteert Mercedes-Benz nieuwe motoren, deze worden gefabriceerd in Mannheim om daarna getransporteerd te worden naar de truckfabriek in Wörth. In tegenstelling tot de Actros MP3 is de nieuwe Actros NTG niet meer leverbaar met een V6- of V8-motor, maar met een 6 cilinder-in-lijn-motor. De Actros is voorzien van EGR en SCR zodat hij als een van de eerste trucks op de Nederlandse markt voldoet aan de strenge Euro-6-emissie-eisen.
De trucks zijn ook beduidend zuiniger dan de collega-trucks en zelfs zuiniger dan de zuinigste truck zoals vermeld in het Guinness Book of Records, de Actros MP3 1844LS Fuel Killer. Tijdens de Record Run, waarin drie trucks op en neer reden van Polen naar Rotterdam over meer dan 10.000 km bleken de nieuwe Actros-varianten zuiniger dan zijn voorganger. Getest werden zowel de Euro-6- als het nieuwe Euro-5 model, tegenover de Actros MP3 Euro-5 Fuel Killer-uitvoering. Ze verbruikten 4,5% tot 7,6% minder brandstof dan het vorige Euro-5 Actros-model. De Euro-6-truck is vanwege de strengere eisen aan alle vormen van emissies zwaarder dan de Euro-5-variant en gevreesd werd dat deze daardoor niet zuiniger zou zijn en dus meer CO2 zou uitstoten. Mercedes bewijst nu dat ook de Euro-6 nog minder slecht is voor het milieu.
Standaard heeft iedere Actros een automatisch schakelende versnellingsbak, die gemonteerd is achter de 6 cilinderlijnmotor. Deze 12,8 liter motor is leverbaar als 420 pk, 450 pk, 480 pk en 510 pk. Op de 480 pk variant na zijn alle motoren leverbaar als Euro-5, EEV en Euro-6. De 480 pk is alleen leverbaar als EURO-6. Het onderhoudsinterval van zowel de Euro 5 als Euro 6 is 120.000 km, of 150.000 km als Fleetboard geactiveerd wordt. Samen met het verbruik dat lager is in de Euro-5- en Euro-6-uitvoering is de Actros zeer interessant als er gekeken wordt naar de TCO, de Total Cost of Ownership.
De nieuwe Actros is Truck of the year 2012.

## MP5
In 2018 verscheen de voorlopig laatste generatie van de Actros. In 2020 kreeg deze de titel Truck van het Jaar

## eActros
Van de vijfde generatie verscheen in 2022 een elektrisch aangedreven versie, die eind 2024 daadwerkelijk in productie ging. Ook deze versie kreeg de titel Truck van het Jaar.